# Mástil de Dusambé
El mástil de Dusambé (en ruso: Площадь государственного флага; en tayiko: Боғи парчами Тоҷикистон, romanizado: Boghi parchami Tojikiston) es un asta de bandera ubicado frente al Palacio de la Nación en Dusambé, Tayikistán. Con 165 metros (541 pies), fue el mástil más alto del mundo desde su finalización en 2011 hasta la construcción en 2014 del mástil de Jeddah, de 171 metros (561 pies) de altura. Soporta una  bandera nacional de Tayikistán de un tamaño de 30 x 60 m (98,4 x 196,9 pies) y un peso 700 kilogramos (1540 lb).

## Construcción
El asta de la bandera consta de secciones de tubo de acero de 12 metros unidas por una grúa.
La fase de diseño del mástil comenzó en julio de 2009. La fabricación de las secciones del poste se completó en Dubái en octubre de 2010. Luego, las secciones se enviaron a Dusambé, donde comenzó la construcción el 24 de noviembre de 2010, Día de la Bandera Nacional de Tayikistán. El ensamblaje y montaje final tuvo lugar durante abril y mayo de 2011, y el primer izamiento de prueba de la bandera de Tayikistán tuvo lugar el 24 de mayo de 2011.
El mástil tuvo un costo de $3,5 millones y fue parte de varios proyectos en celebración del 20 aniversario de la independencia de Tayikistán.